# Vilajet
Vilajet (eller velajet, wilayah, wilaya eller viloyat) er et fra arabisk stammende ord, der bruges som betegnelse for et (oprindeligt tyrkisk) forvaltningsområde eller en provins, i spidsen for hvilken står en guvernør eller vali. Hvert vilajet deles i flere sandjak’er (eller sandschak’er - tyrkisk ord, der egentlig betyder fane), der styres af lavere embedsmænd. Et sandjak (eller liva) deles atter i distrikter og kommuner.
I nyere tid (20. og 21. århundrede) anvender blandt andre følgende lande benævnelsen: Afghanistan, Algeriet, Indonesien, Malaysia, Marokko, Mauretanien, Oman, Sudan, Tunesien, Turkmenistan, Tadjikistan, Uzbekistan.